# Kelvin Ransey
Kelvin Ransey (Toledo, 3 maggio 1958) è un ex cestista statunitense, professionista nella NBA.

## Carriera
Venne selezionato dai Chicago Bulls al primo giro del Draft NBA 1980 (4ª scelta assoluta).

## Statistiche

### NBA

#### Regular Season
| Anno      | Squadra             | PG  | PT  | MP   | TC%  | 3P%  | TL%  | RP  | AP  | PRP | SP  | PP   |
| --------- | ------------------- | --- | --- | ---- | ---- | ---- | ---- | --- | --- | --- | --- | ---- |
| 1980-1981 | Portland T. Blazers | 80  | -   | 30,4 | 45,2 | 9,7  | 74,9 | 2,4 | 6,9 | 1,1 | 0,1 | 15,2 |
| 1981-1982 | Portland T. Blazers | 78  | 68  | 31,0 | 46,0 | 7,9  | 76,1 | 2,4 | 7,1 | 1,2 | 0,1 | 16,1 |
| 1982-1983 | Dallas Mavericks    | 76  | 4   | 21,1 | 46,0 | 12,5 | 76,4 | 1,9 | 3,7 | 0,8 | 0,1 | 11,1 |
| 1983-1984 | N.J. Nets           | 80  | 50  | 24,2 | 43,4 | 21,9 | 79,2 | 1,6 | 6,0 | 1,1 | 0,1 | 9,5  |
| 1984-1985 | N.J. Nets           | 81  | 29  | 20,9 | 45,9 | 18,2 | 85,9 | 1,6 | 4,4 | 1,1 | 0,1 | 8,9  |
| 1985-1986 | N.J. Nets           | 79  | 15  | 19,0 | 45,7 | 12,5 | 81,8 | 1,5 | 3,2 | 0,6 | 0,1 | 7,4  |
| Carriera  | Carriera            | 474 | 166 | 24,4 | 45,4 | 13,2 | 78,2 | 1,9 | 5,2 | 1,0 | 0,1 | 11,4 |

#### Playoffs
| Anno     | Squadra             | PG | PT | MP   | TC%  | 3P%  | TL%  | RP  | AP  | PRP | SP  | PP   |
| -------- | ------------------- | -- | -- | ---- | ---- | ---- | ---- | --- | --- | --- | --- | ---- |
| 1981     | Portland T. Blazers | 3  | -  | 43,7 | 35,4 | 0,0  | 50,0 | 4,0 | 8,3 | 2,0 | 0,3 | 16,3 |
| 1984     | N.J. Nets           | 5  | -  | 8,8  | 42,9 | 100  | -    | 0,2 | 2,0 | 0,0 | 0,2 | 2,6  |
| 1985     | N.J. Nets           | 3  | 3  | 21,0 | 37,5 | -    | 100  | 1,7 | 5,7 | 0,7 | 0,3 | 5,7  |
| 1986     | N.J. Nets           | 3  | 3  | 22,7 | 45,5 | 33,3 | 75,0 | 2,3 | 4,0 | 0,3 | 0,0 | 9,0  |
| Carriera | Carriera            | 14 | 6  | 21,9 | 38,5 | 40,0 | 73,7 | 1,8 | 4,6 | 0,6 | 0,2 | 7,6  |

## Palmarès
- NBA All-Rookie First Team (1981)